# 梁棟 (嘉靖進士)
梁棟（1519年—？），字伯隆，號吉軒，陝西鞏昌府安定縣人，西安前衛軍籍，明朝政治人物。

## 生平
陝西鄉試第四十七名舉人。嘉靖三十五年（1556年）中式丙辰科三甲第五十五名進士。吏部观政，授直隶泰兴县知县，三十八年致仕。

## 家族
曾祖梁貳；祖父梁憙；父梁錦，母孫氏。